# Красиловка (Броварский район)
Краси́ловка (укр. Красилівка) — село, входит в Броварской район Киевской области Украины.
Население по переписи 2001 года составляло 3494 человека. Почтовый индекс — 07451. Телефонный код — 4594. Занимает площадь 5,89 км². Код КОАТУУ — 3221284401.

## Местный совет
07451, Киевская обл., Броварской р-н, с. Красиловка, ул. С. Басова, 43